# Revueltas de Llanelli de 1911

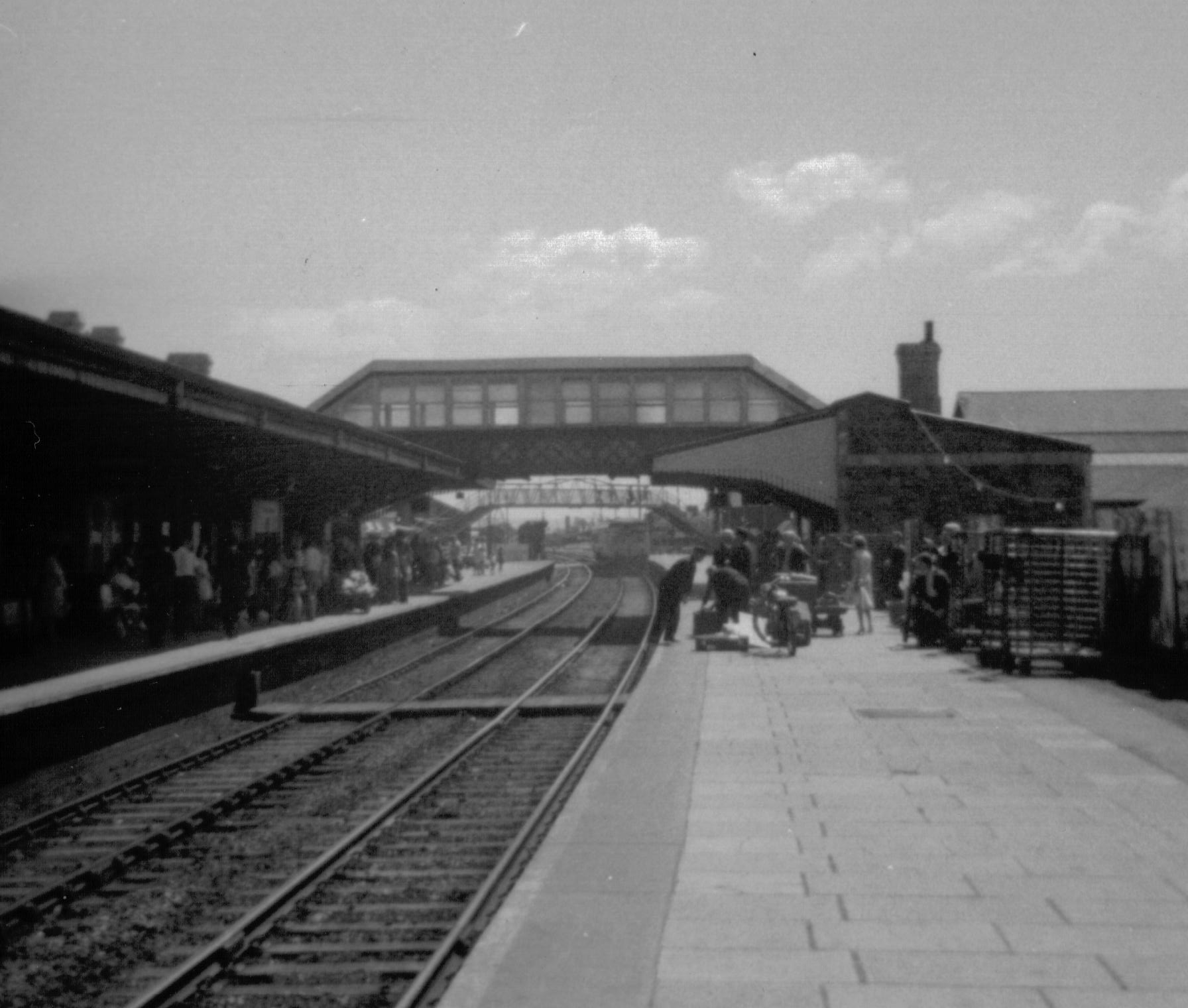
Fotografía de 1971 de la estación de Llanelli, lugar donde se inició la huelga de 1911

Lss revueltas de Llanelli de 1911 fueron una serie de hechos precipitados por la huelga nacional del ferrocarril organizada ese mismo año en el Reino Unido. La acción de piquetes masivos en la estación de Llanelli fue brutalmente reprimida por el ejército, produciéndose la muerte de dos trabajadores por los disparos de las tropas del Regimiento de Worcestershire. Durante los disturbios subsiguientes resultaron atacadas las casas de los magistrados y se incendiaron vagones de ferrocarril, acción esta última que a su vez provocó una explosión que mató a otras cuatro personas.
El incidente fue muy sensible desde el punto de vista político, ya que la línea del Great Western Railway a Carmarthenshire, en el suroeste de Gales, era la ruta principal entre Inglaterra e Irlanda. Los disturbios sucedieron durante un periodo de gran agitación industrial e involucraron a figuras destacadas de la escena internacional como David Lloyd George, Winston Churchill, el rey Jorge V y el káiser Guillermo II de Alemania.

## Huelga y piquete masivo
La acción de protesta en la industria duró dos días, y tuvo lugar el viernes 18 y el sábado 19 de agosto de 1911, y fue parte de la primera huelga ferroviaria nacional. Se creó un comité conjunto de sindicatos para coordinar la acción en la ciudad, presidido por Richard Squance. Organizó un piquete masivo en Llanelli debido a la facilidad con la que los huelguistas podían bloquear el Great Western Railway en la estación de la localidad. La huelga en sí duró solo dos días; comenzó el jueves por la noche y para el sábado por la noche se había llegado a un acuerdo negociado. Sin embargo, en ese momento una serie de enfrentamientos con los huelguistas había llevado al despliegue de un destacamento del Regimiento de Worcestershire. La participación del ejército fue aprobada por el entonces Ministro del Interior, Winston Churchill.

## Tiroteo
El 19 de agosto, durante las negociaciones, un tren que transportaba trabajadores esquiroles fue asaltado. El oficial al mando de las tropas, el mayor Brownlow Stuart, ordenó a sus hombres que usaran bayonetas para dispersar a la multitud. El tren pasó lentamente, pero fue perseguido por huelguistas que lo abordaron y apagaron el fuego de la locomotora, inmovilizándolo. Las tropas lo siguieron, pero quedaron atrapadas en un desmonte mientras los mineros se acercaban, algunos de ellos tirando piedras. Stuart le pidió al juez de paz local que leyera a los huelguistas la Ley de Revueltas de 1714, que aparentemente murmuró de mala gana. Poco después, ordenó a sus hombres que dispararan contra la multitud. Dos jóvenes resultaron muertos a por los disparos. Uno era un trabajador de 21 años de una fábrica de latón llamado John 'Jac' John, quien "se había unido al piquete para apoyar a los habitantes menos afortunados". El otro era un joven de 19 años llamado Leonard Worsell, que no estaba involucrado en el conflicto, pero acababa de salir al jardín trasero de su casa cuando escuchó la conmoción. En su informe, el mayor Stuart afirmó que sus soldados estaban realizando disparos de advertencia y que no se percataron de la presencia de los dos hombres cuando lo hicieron, pero otros testigos afirmaron que habían sido atacados deliberadamente.

## Revuelta
La acción de las tropas incitó no solo a los huelguistas, sino también a otros vecinos de Llanelli, a intervenir en una jornada de desórdenes y disturbios generalizados. Un hombre murió cuando intentó usar dinamita para abrir un vagón de carga blindado, sin saber que la carga eran municiones, lo que provocó una gran explosión. Al día siguiente, tres personas más murieron a causa de las heridas sufridas en este mismo incidente. El historiador local John Edwards escribió que una conspiración entre los liberales y las asociaciones locales promovió esta desgracia, aunque su tía se refirió a los soldados del Regimiento de Worcester como "los asesinos". Más adelante, rara vez se hablaba de los disturbios como tales en la ciudad, de modo que la mayoría de sus residentes posteriores desconocían uno de los eventos más significativos de su historia.

## Lecturas relacionadas
- Edwards, John (2010). Remembrance of a Riot: The Story of the Llanelli Railway Strike Riots of 1911. BPR Publishers. ISBN 978-0-9550476-2-6.
- Green, Penny (1990). The Enemy Without: Policing and Class Consciousness in the Miners' Strike. New Directions in Criminology. Open University Press. pp. 235. ISBN 978-0-335-09274-1.

- Datos: Q6661298